# سام هيل (الدراج)
سام هيل (بالإنجليزية: Sam Hill)‏ مواليد 21 يوليو 1985 في أستراليا الغربية، هو دراج أسترالي.

## روابط خارجية
- سام هيل على موقع أرشيف الدراجات (الإنجليزية)
- سام هيل على موقع CycleBase (الإنجليزية)
- سام هيل على موقع MTB Data (الإنجليزية)